# Altrad Endel
Pour les articles homonymes, voir Endel.
Altrad Endel (anciennement Endel, Cofely Endel ou Endel Engie) est une entreprise française, filiale du groupe Altrad, spécialisée dans la maintenance industrielle et les services au secteur nucléaire.
Le groupe a participé à la construction de la quasi-totalité des réacteurs du parc nucléaire français, mais aussi à la construction de sites pétrochimiques, sidérurgiques et des bâtiments de la Marine nationale.

## Histoire

### Delattre-Levivier
La société Delattre-Levivier est issu de multiples fusions d'entreprises industrielles au cours du XXe siècle. En novembre 1963, les établissements Delattre et Frouard, de Courbevoie, et la Société anonyme des établissements Levivier, de Valenciennes, fusionnent pour former la société Delattre-Levivier. Elle emploie environ 6 000 personnes dans six usines à Dammarie-les-Lys (Seine-et-Marne), à Ferrière-la-Grande, Saint-Amand-les-Eaux, Valenciennes (Nord), à Frouard (Meurthe-et-Moselle), à Woippy (Moselle) et à Casablanca au Maroc. Elle est alors une des plus importantes entreprises françaises de constructions mécaniques mais fait face à des difficultés financières. En 1965, le groupe Schneider, via la Société des forges et aciéries du Creusot (SFAC), prend le contrôle de la société Delattre-Levivier. 
Dans les années 1980, Delattre-Levivier appartient à Creusot-Loire. À la suite de la liquidation de cette dernière, elle est reprise en 1986 par la Société industrielle et financière Bertin, dont le PDG sera inculpé d'abus de biens sociaux. En 1990, Delattre-Levivier, employant 2 200 personnes, est repris par GTM-Entrepose (groupe Lyonnaise-Dumez).
En 1994, Delattre-Levivier, filiale de GTM-Entrepose et de Portimmo (groupe Axa), spécialisée dans l'étude et la fabrication de tuyauteries de haute technicité et d'ensembles chaudronnés, rassemble ses équipes (203 employés) sur un seul site dans le Nord à Saint-Amand-les-Eaux, délaissant son site d'Arras.
En 1997, les filiales industrielles Entrepose et Delattre-Levivier du groupe GTM-Entrepose, filiale BTP de la Lyonnaise des Eaux, sont confiées au même PDG Gérard Bontron. Ces deux filiales emploient 6 000 personnes et réalisent 35 % de leur chiffre d'affaires à l'international. Elles sont présentes dans les secteurs de l'échafaudage et l'étaiement, du stockage d'hydrocarbures, du parapétrolier (oléoducs), de la tuyauterie industrielle et de la mécanique. Au 1er janvier, la marque Entrepose-Montalev est devenue simplement Entrepose.

### Création d'Endel, société de services industriels
En 2001, les sociétés Entrepose et Delattre Levivier, rachetées l'année précédente par Suez à son ancienne filiale Groupe GTM qu'il a vendu à Vinci, fusionnent pour devenir Endel. Ce dernier devient le nouveau pôle de mécanique et de tuyauterie de Fabricom, la filiale de services de Tractebel (pôle énergie de Suez). Ce nouvel ensemble pèse 1,2 milliard d'euros d'activité. En 2002, Endel cède ses activités d'échafaudage en France, via les sociétés Entrepose Echafaudages et Mills, au fonds d'investissement TCR.
En 2012, Endel adopte la marque Cofely, commune aux services énergétiques BtoB de GDF Suez, et l'accole à son nom.
En septembre 2017, Endel Engie acquiert CNN MCO, société brestoise spécialisée dans la maintenance, la gestion et l'entretien de navires. CNN MCO assure notamment le maintien en condition opérationnelle (MCO) de 50 navires de la Marine nationale et de la douane. En mars 2018, Endel s'offre Eras Ingénierie, société d'ingénierie spécialisée dans la pétrochimie, et également présente dans les secteurs de la chimie verte, de l'agro-industrie, des biotechnologies, de la cosmétique ou encore de l'environnement. Début 2019, Engie achète, via sa filiale Endel, l'activité de maintenance nucléaire de Suez, réalisant 28 millions d'euros de chiffre d'affaires en 2017, dont quatre hors de France. Elle est rebaptisée Endel SRA et est basée à Vaulx-en-Velin (Rhône) avec 180 employés. Endel se renforce ainsi dans les services pour les gros composants des centrales nucléaires (générateur de vapeur, cuve, etc.). En juillet 2019, Endel Engie rachète l'entreprise Pierre-Guérin, spécialisée dans la conception et la fabrication de modules divers (notamment des cuves) pour l'industrie agroalimentaire, mais aussi dans la biotechnologie et la pharmacie. Elle emploie environ 400 personnes sur son siège social à Mauzé-sur-le-Mignon (Deux-Sèvres) et son site de fabrication à Saint-Liguaire. Elle possède aussi des filiales en Espagne, Allemagne, Chine, Angleterre et États-Unis. En janvier 2020, Endel rejoint Engie Solutions, la nouvelle entité commune des services BtoB, tout en conservant son nom.
En octobre 2020, Engie, qui veut se recentrer sur ses principales activités, annonce vouloir se séparer d'Endel, sa filiale de maintenance industrielle. Orano ou Framatome sont intéressés par la partie nucléaire du groupe, plusieurs fonds d'investissement étant également candidats à la reprise. En août 2021, Engie est finalement en négociations exclusives avec le groupe de services Altrad pour lui céder Endel. Cette dernière est en effet en difficulté depuis plusieurs années. Sa partie maintenance des centrales nucléaires d'EDF se porte plutôt bien mais l'autre branche dédiées aux secteurs de l'agroalimentaire, de la sidérurgie, du raffinage ou de la pharmacie, est dans le rouge. En avril 2022, Altrad annonce l'acquisition du groupe Endel. Le périmètre du rachat n'incluent pas les filiales Pierre Guerin (agroalimentaire et pharmacie), CNN MCO (maintien en condition opérationnelle de navires) et Eras (ingénierie) qui ont elles été transférées à Equans,.

## Organisation

### Siège
Le siège social d'Altrad Endel est situé dans la Tour Franklin de La Défense, au 100-101 terrasse Boieldieu à Puteaux.

### Résultats financiers
Les données financières suivantes sont indiquées en millions d'euros.
| Années             | 2016 | 2017 | 2018  | 2019  | 2020  | 2021  | 2022 | 2023 | 2024 |
| ------------------ | ---- | ---- | ----- | ----- | ----- | ----- | ---- | ---- | ---- |
| Chiffre d'affaires | 592  | 586  | 562   | 523   | 467   | 446   | 271  | 446  | 466  |
| Résultat net       | 4,29 | 7,80 | -4,64 | -1,31 | -81,7 | -56,8 | 9,36 | 13,3 | 17,9 |

### Effectifs
| Années            | 2016  | 2017  | 2018  | 2019  | 2020  | 2022  | 2023  | 2024  |
| ----------------- | ----- | ----- | ----- | ----- | ----- | ----- | ----- | ----- |
| Nombre d'employés | 4 625 | 4 625 | 4 392 | 4 387 | 4 126 | 3 312 | 3 150 | 3 208 |

## Identité visuelle (logo)

Logo d'Endel de 2001 à 2005.
Logo d'Endel de 2005 à 2007.
Logo d'Endel de 2008 à 2009.
Logo d'Endel de 2009 à 2012.
Logo de Cofely Endel de 2012 à 2016.
Logo d'Endel Engie de 2016 à 2022.
Logo d'Altrad Endel depuis 2022.

## Controverses
Le 15 novembre 2003 à 14 h 22, la passerelle d'accès au paquebot Queen Mary 2, construite par Endel à Saint-Nazaire, chute et provoque la mort de 16 personnes. Au terme d'une longue bataille judiciaire et de trois procès, il en ressort que la passerelle, installée la veille du drame, n'était pas adaptée et mal fixée. Les Chantiers de l'Atlantique et Endel sont condamnés à verser 225 000 euros chacun.
Le samedi 11 juin 2011, un ouvrier de 32 ans, employé d'Endel, décède sur le chantier de l'EPR de Flamanville après une chute d'une dizaine de mètres à travers une ouverture dans la salle des machines en construction.
Endel est condamné en avril 2016 pour « faute inexcusable » par le Tribunal des affaires de sécurité sociale, après le décès par cancer d'un de ses salariés en septembre 2012.